# Sabuhi Huseynov
Səbuhi Hüseynov (* 18. Juli 2000) ist ein aserbaidschanischer Badmintonspieler. Er spielt seit 2012 für aserbaidschanische Badminton-Nationalmannschaften, zuerst im Nachwuchsbereich, später im Erwachsenenteam.

## Karriere
Er war die Nummer eins in der aserbaidschanischen Juniorennationalmannschaft und gewann von 2012 bis 2018 jährlich eine Goldmedaille bei den Aserbaidschanischen Juniorenmeisterschaften sowie eine Bronzemedaille bei den 5. Internationalen Konya-Rumi-Kindersportspielen. Bei den Baku City Youth Badminton Championships 2016 gewann er Sowohl Gold im Einzel als auch im Doppel- und Mixed-Wettbewerb.
Bei den nationalen Titelkämpfen der Erwachsenen gewann er 2015 und 2016 Bronze, 2017 Silber sowie 2018 und 2019 Gold. Am 24. Januar 2021 belegt er in der Weltrangliste Platz 1.191 im Herreneinzel, Platz 302 im Herrendoppel und Platz 737 im gemischten Doppel bei insgesamt vier Turniersiegen bei durch der Badminton World Federation ausgerichteten internationalen Wettkämpfen.
2018 und 2020 nahm er mit der aserbaidschanischen Nationalmannschaft an den Badminton-Mannschaftseuropameisterschaften teil.